# Chapelle Notre-Dame du Roux à Frasnes-lez-Gosselies
La chapelle Notre-Dame du Roux est une chapelle de style roman située à Frasnes-lez-Gosselies, village de la commune belge des Bons Villers à 15 km au nord de Charleroi, en province de Hainaut.
Ce fut, à l'origine, la chapelle d'un prieuré bénédictin, qui fut plusieurs fois modifiée. Cette chapelle reste aujourd'hui un lieu de culte marial prisé par les habitants des environs.

## Historique

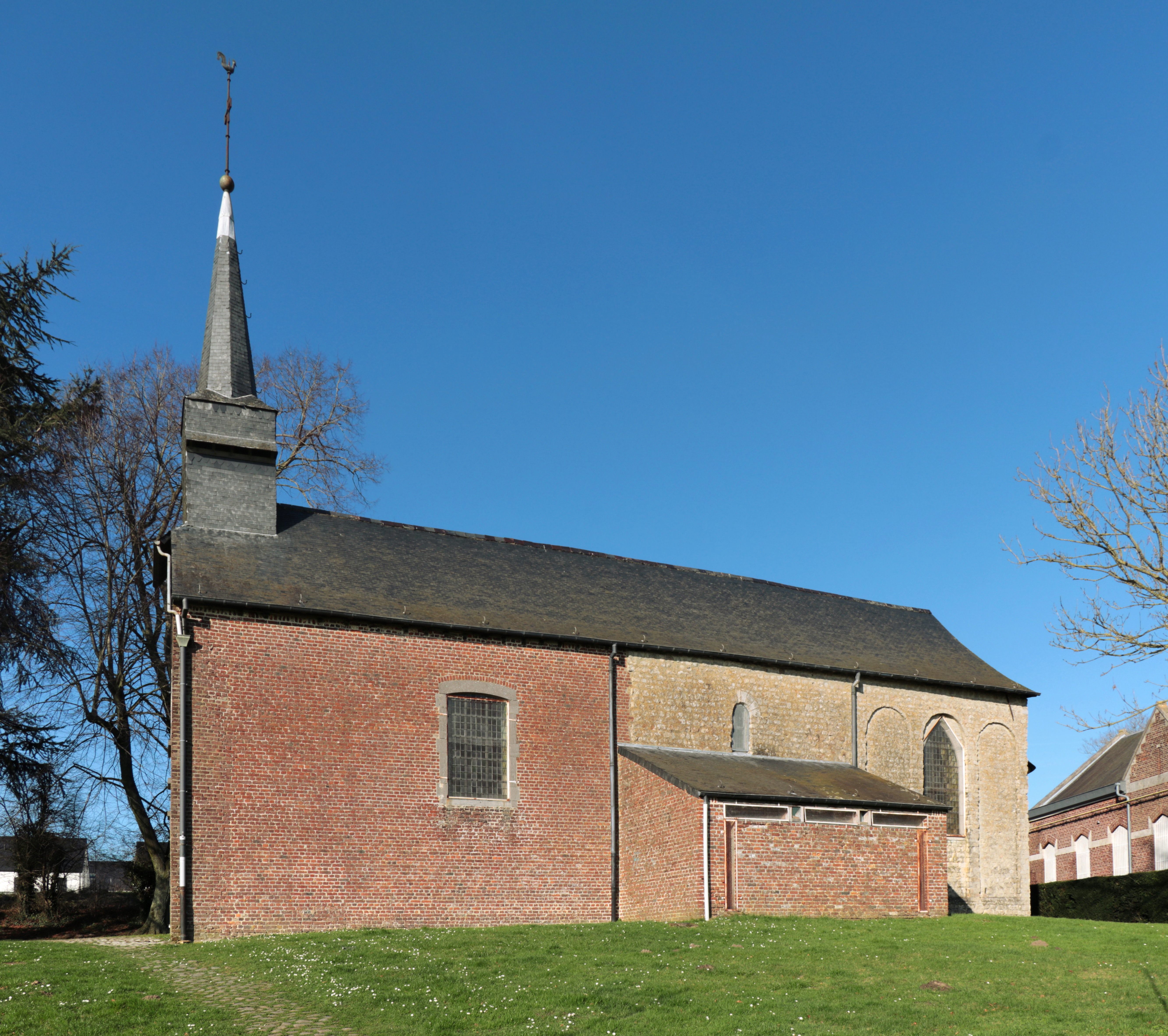
La partie classique à gauche et la partie romane à droite.

En 1099, un prieuré est fondé à Frasnes par des moines bénédictins de l'Abbaye d'Affligem, sur des terres cédées à l'abbaye par la veuve du seigneur de Frasnes,,,.
De ce prieuré, laissé progressivement à l'abandon à partir du XVIe siècle, il ne subsiste que la chapelle Notre-Dame du Roux et l'ancienne chambre échevinale, un édifice qu'une tradition populaire invérifiable associe au siège des réunions d'une cour échevinale (un maïeur et des échevins) installée dans la localité vers 1160, faisant ainsi remonter cet édifice au XIIe siècle,,,.
Augustin Van Opstal, à la tête de ce prieuré, fut un dessinateur remarquable, dont on conserve un album (1658) à l'abbaye de Termonde.
De la chapelle romane d'origine, consacré en 1237, ne subsistent aujourd'hui que le chevet et les deux premières travées de la nef. L'édifice d'origine possédait probablement trois nefs et était donc beaucoup plus imposant qu'aujourd'hui.
L'édifice a été agrandi au XVIIe siècle au niveau de la nef, avant d'être réduit à sa taille actuelle au XVIIIe siècle.
La chapelle, qui fait l'objet d'un classement au titre des monuments historiques depuis le 8 avril 1942 a été restaurée en 1936 et en 1978-1980. À l'occasion de ces restaurations, une annexe en briques a été ajoutée de chaque côté de la nef.

## Architecture

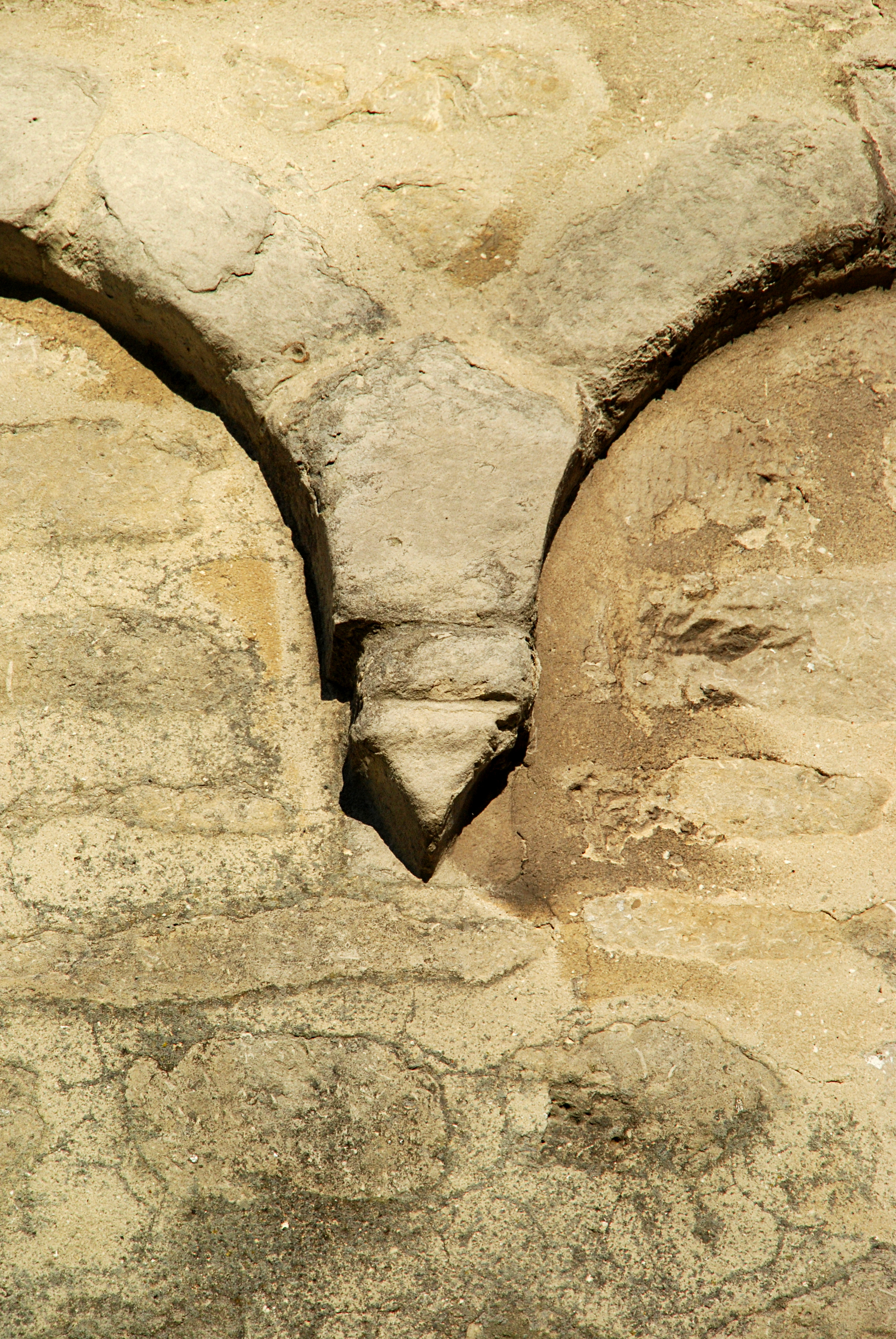
Modillon géométrique.

### La partie romane

#### Le chevet roman
Le chevet de la chapelle présente toutes les caractéristiques du « premier art roman » ou « premier âge roman » (souvent appelé art roman lombard).
Édifié en moellon comme tous les édifices du « premier âge roman », il présente une décoration de bandes lombardes (une bande lombarde est une surface de maçonnerie surmontée d'une arcature constituée de petits arcs en plein cintre et rythmée par des pilastres appelés lésènes).
Les arcatures reposent sur de petits modillons géométriques aux motifs variés.

Bandes lombardes
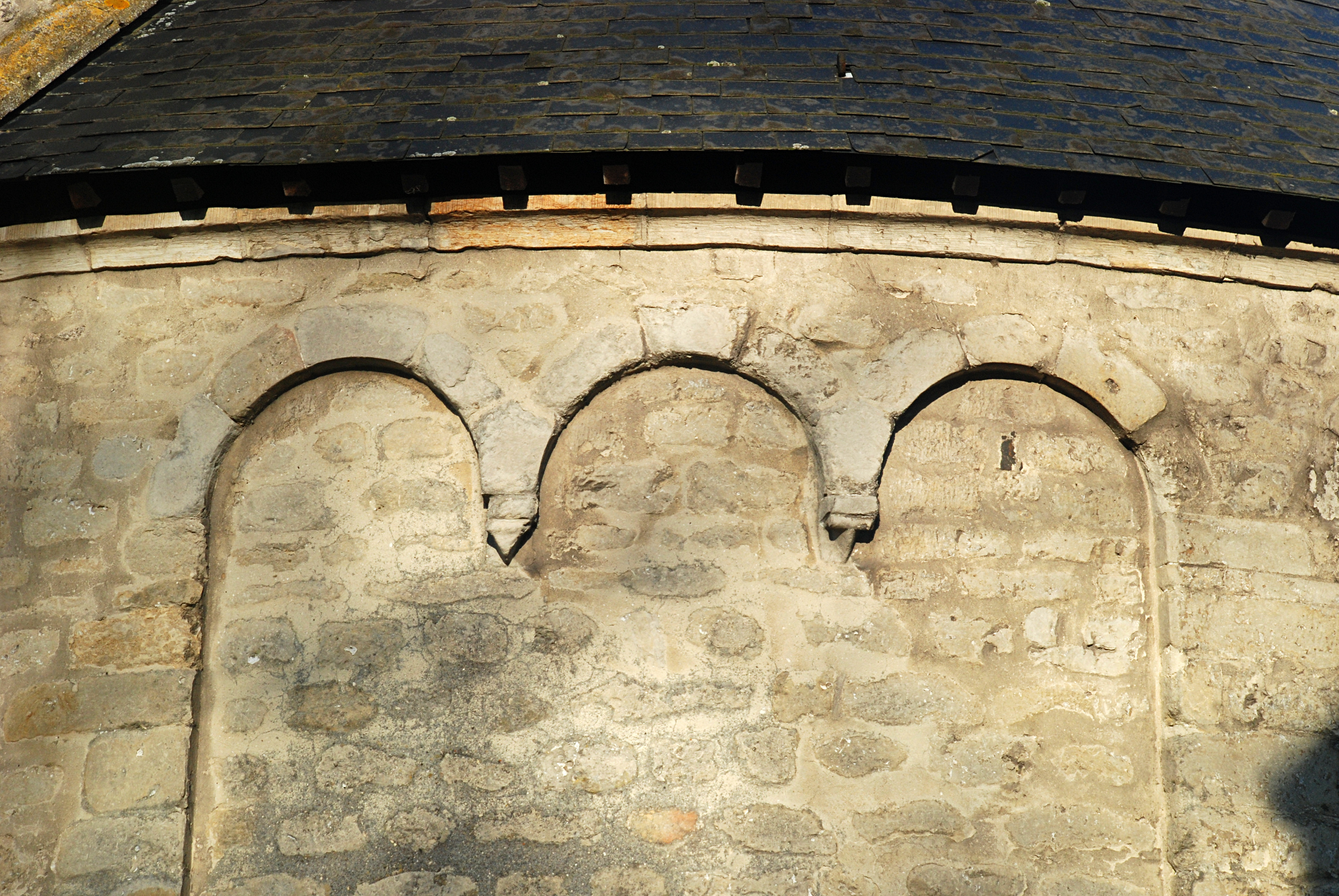
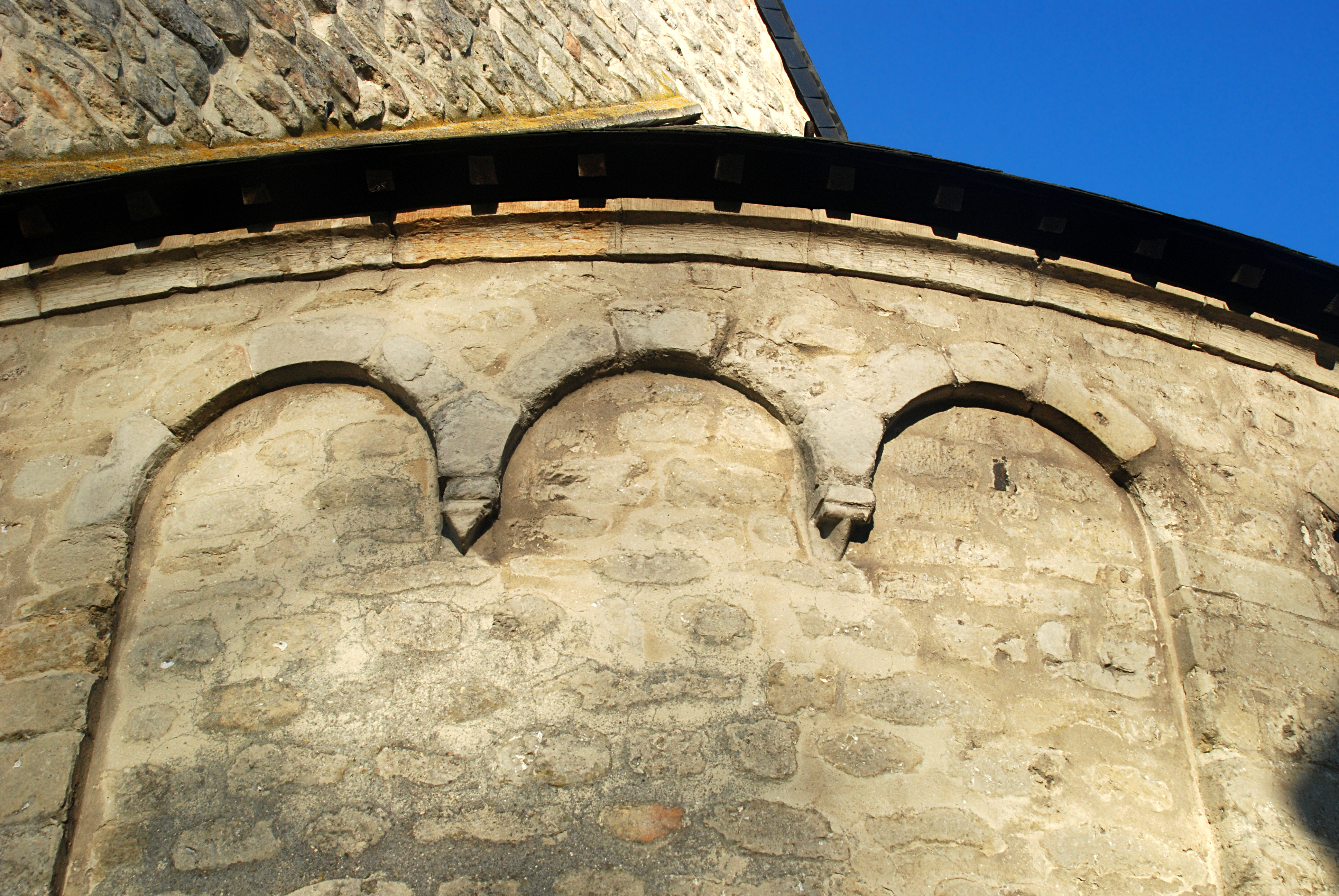
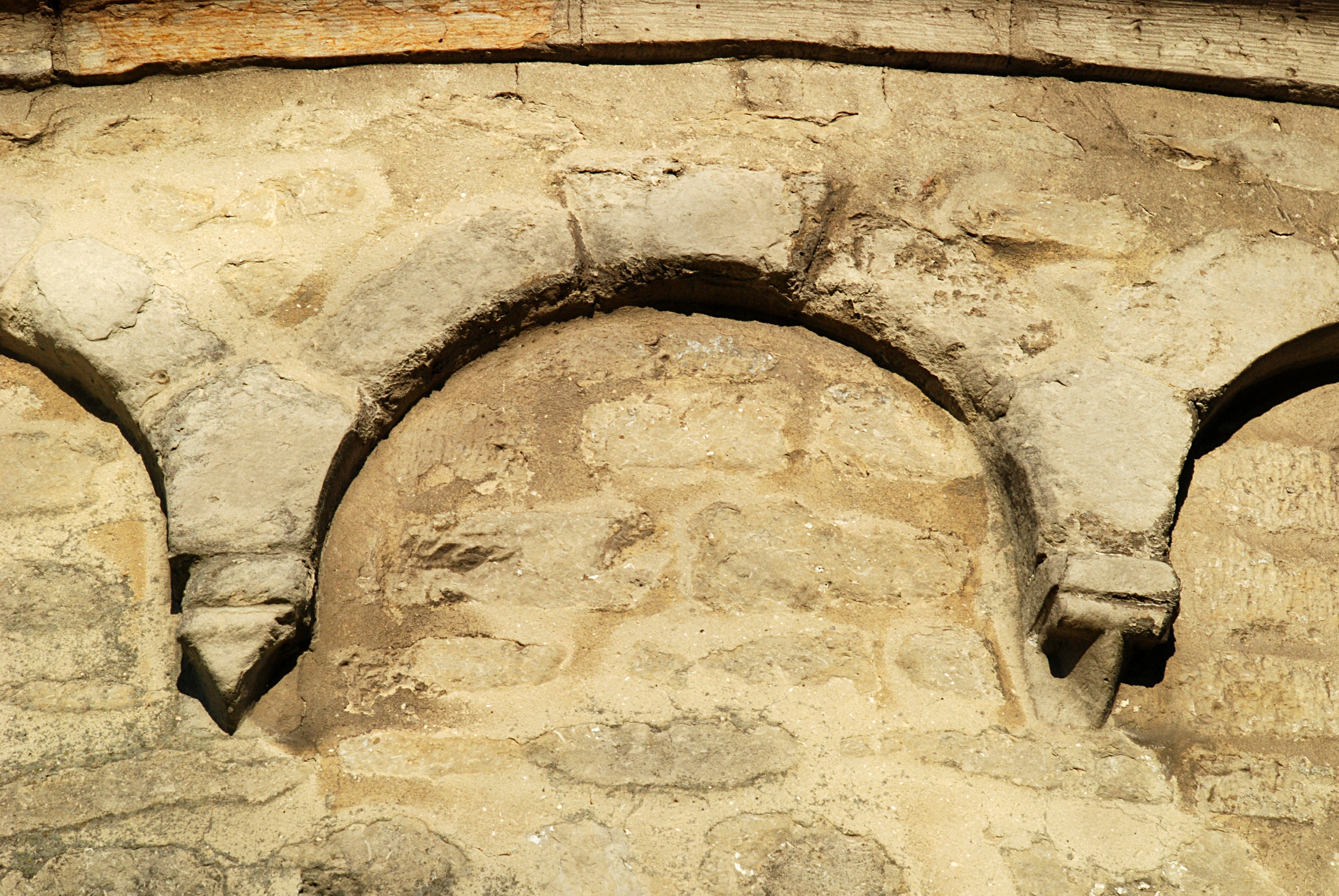

#### Les travées de la nef romane
En dehors du chevet, la chapelle conserve encore deux travées de la nef romane, édifiées en moellon comme le chevet.
La première travée est ornée, tant sur sa façade septentrionale que sur sa façade méridionale, d'un triplet de hautes arcades en plein cintre. L'arcade centrale du triplet est percée d'une baie ogivale caractéristique du style gothique.
Ls murs de la deuxième travée de la nef romane est en grande partie caché par une annexe en briques avec toit en appentis. On distingue, juste au-dessus de cette annexe, une baie cintrée dont l'arc est composé de grands claveaux de pierre.

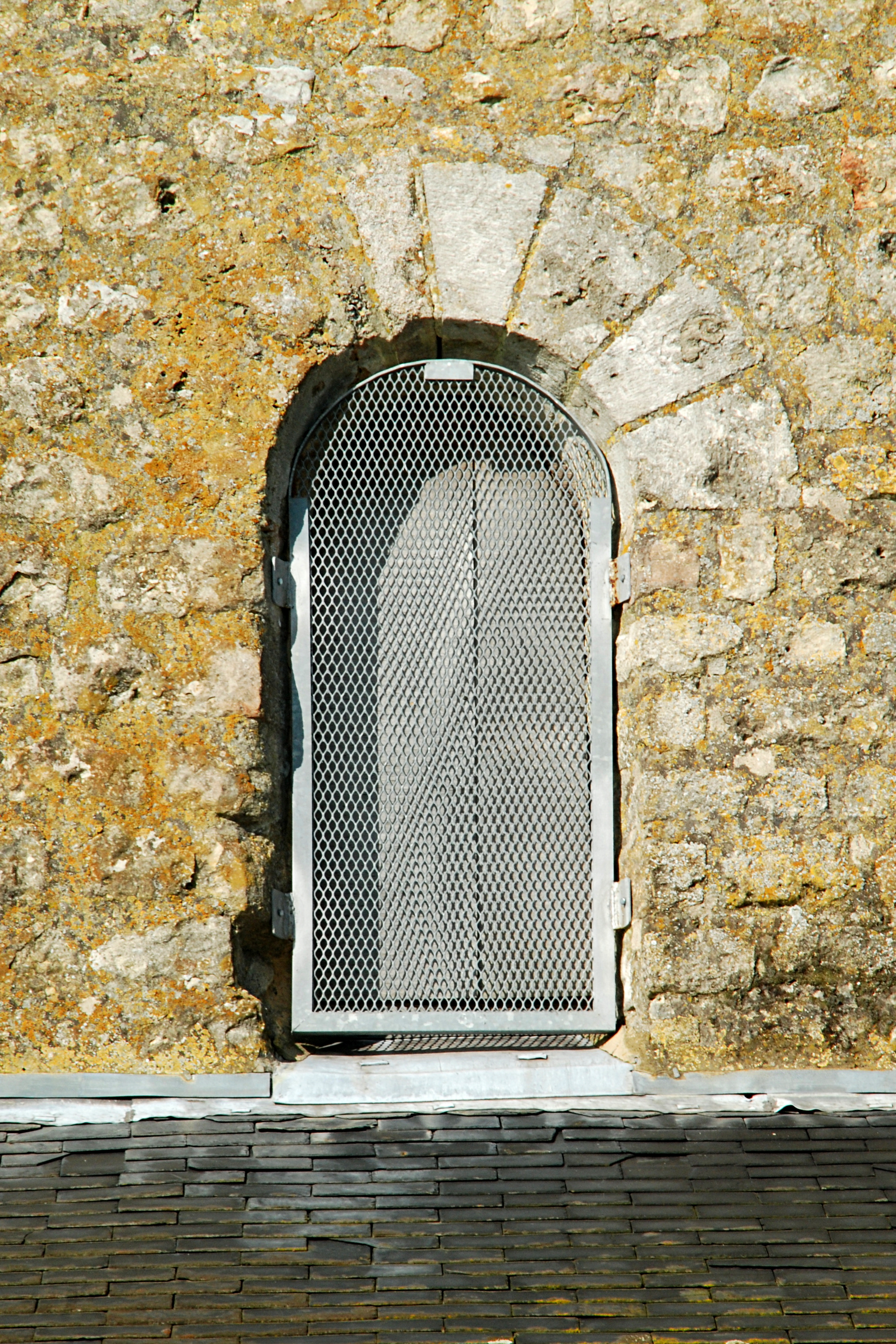
Fenêtre de la deuxième travée de la nef romane.
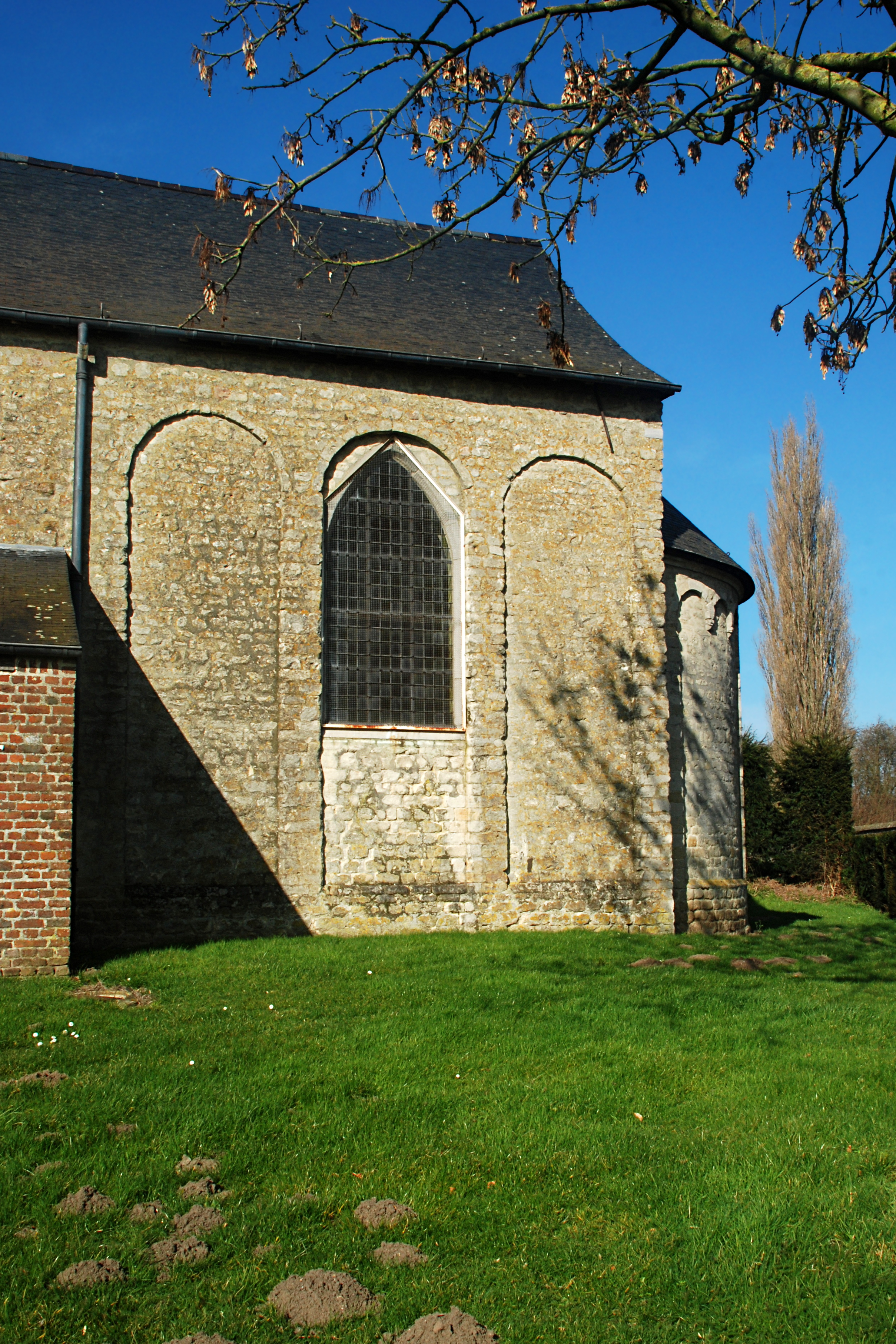
La première travée de la nef romane.
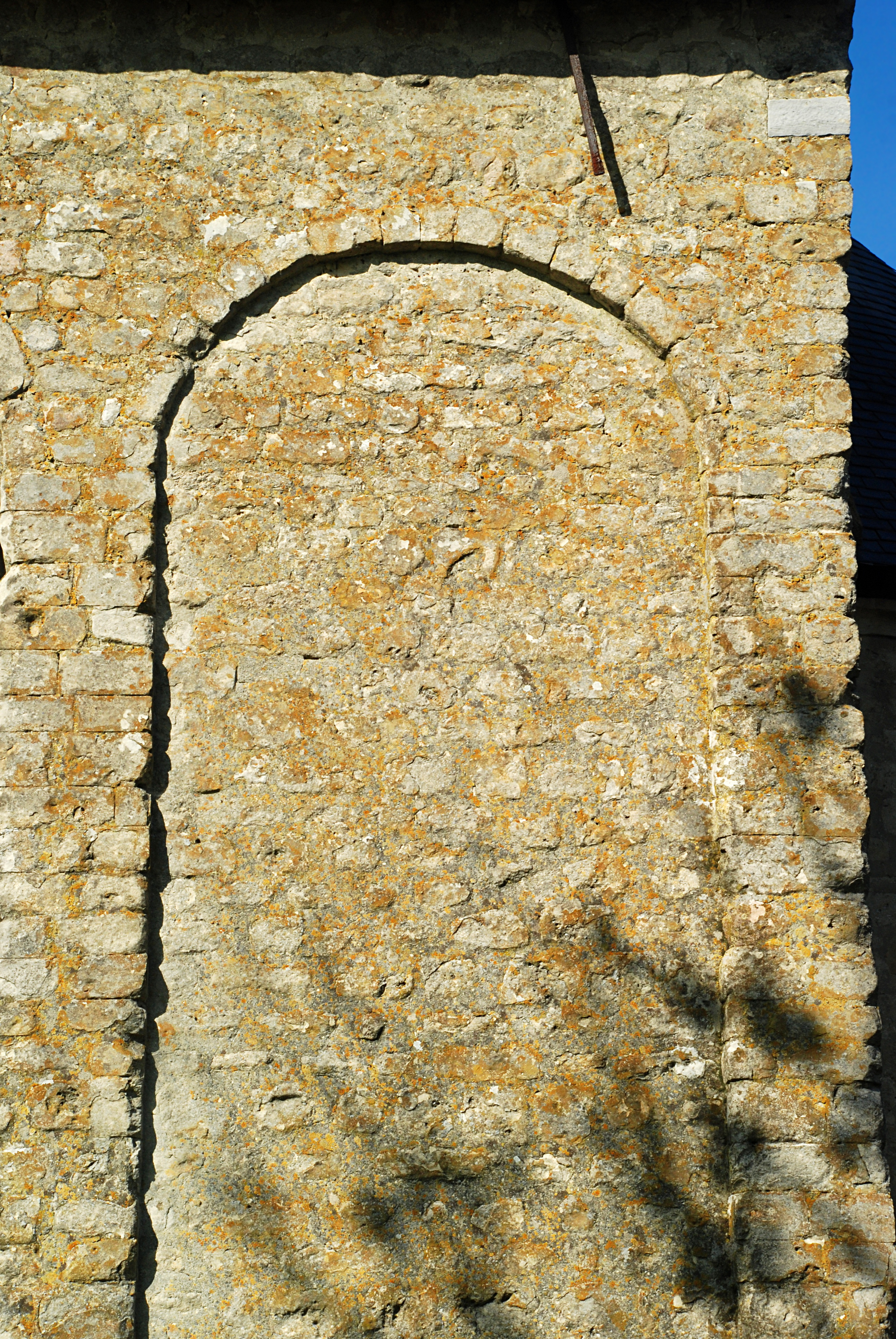
Arcade en plein cintre.

### La partie classique

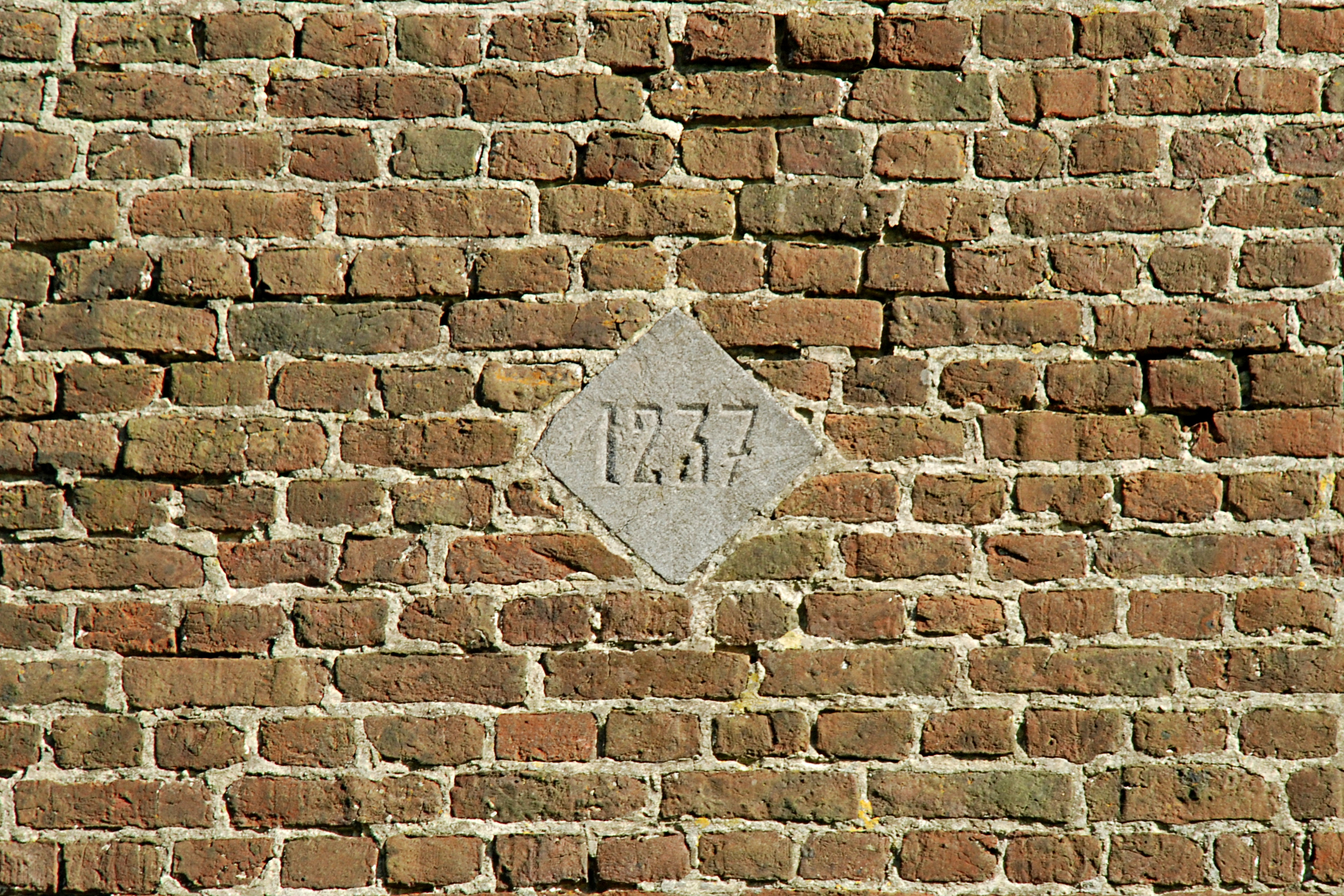
Le millésime moderne de la consécration de 1237.

À l'ouest, la chapelle présente une partie de style classique en briques rouges datant probablement des modifications du XVIIIe siècle.
La façade occidentale est percée d'une simple porte rectangulaire à encadrement de pierre bleue, de deux niches blanches et d'une baie cintrée. Cette baie, dont l'arc de briques prend appui sur des impostes de pierre bleue, est surmontée d'une petite croix en pierre et flanquée de cartouches modernes affichant les millésimes de 1237 et 1937, correspondant à la consécration de la chapelle et à la restauration du début du XXe siècle. Le sommet de la façade est percé de quelques trous de boulin (trous laissés par les échafaudages).
La façade occidentale est surmontée par un fin clocher recouvert d'ardoises, à base carrée et à flèche octogonale terminée par une croix pattée surmontée d'un coq.
La façade sud est percée d'une grande fenêtre de style classique aux piédroits harpés et à arc surbaissé.

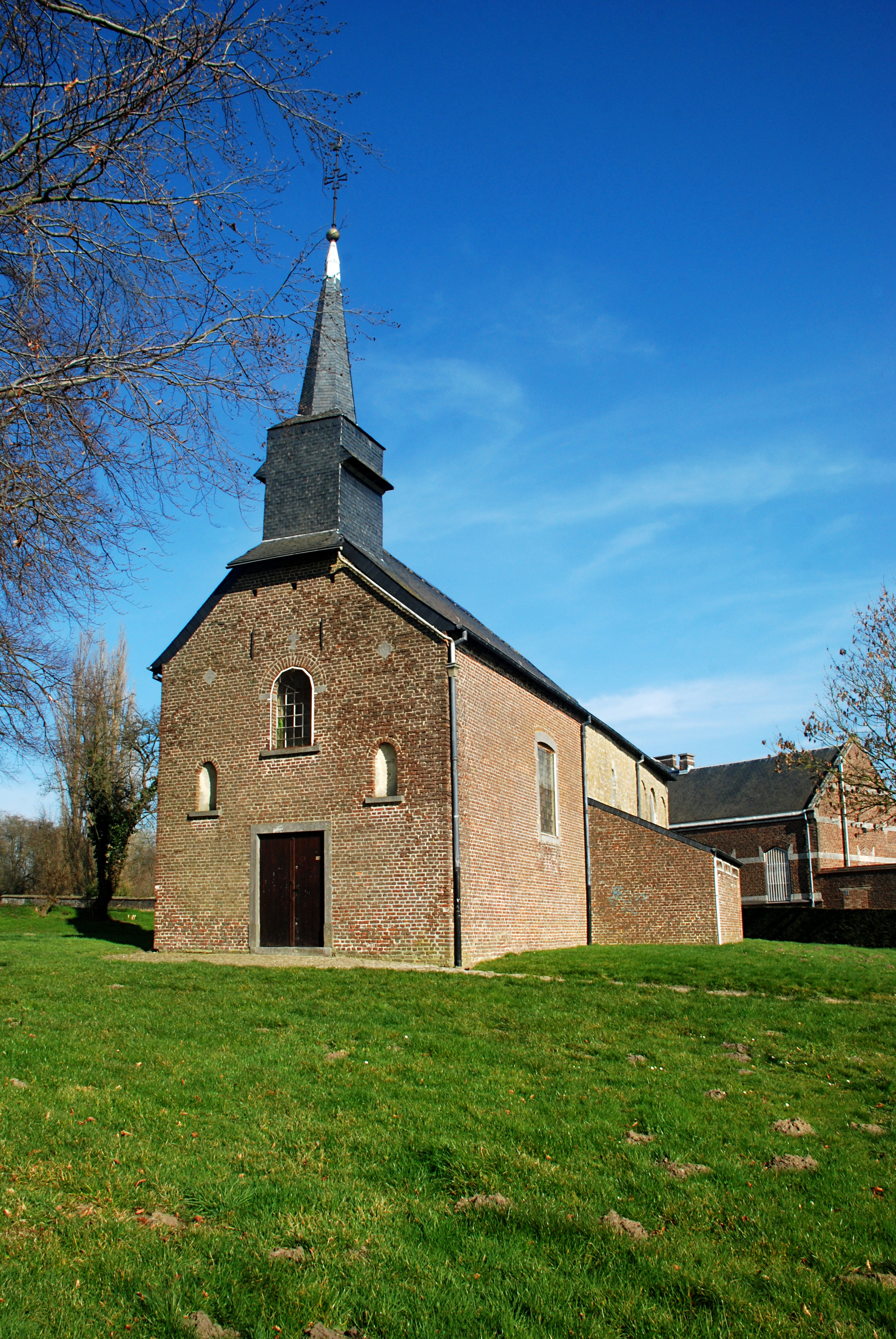
La partie de style classique.
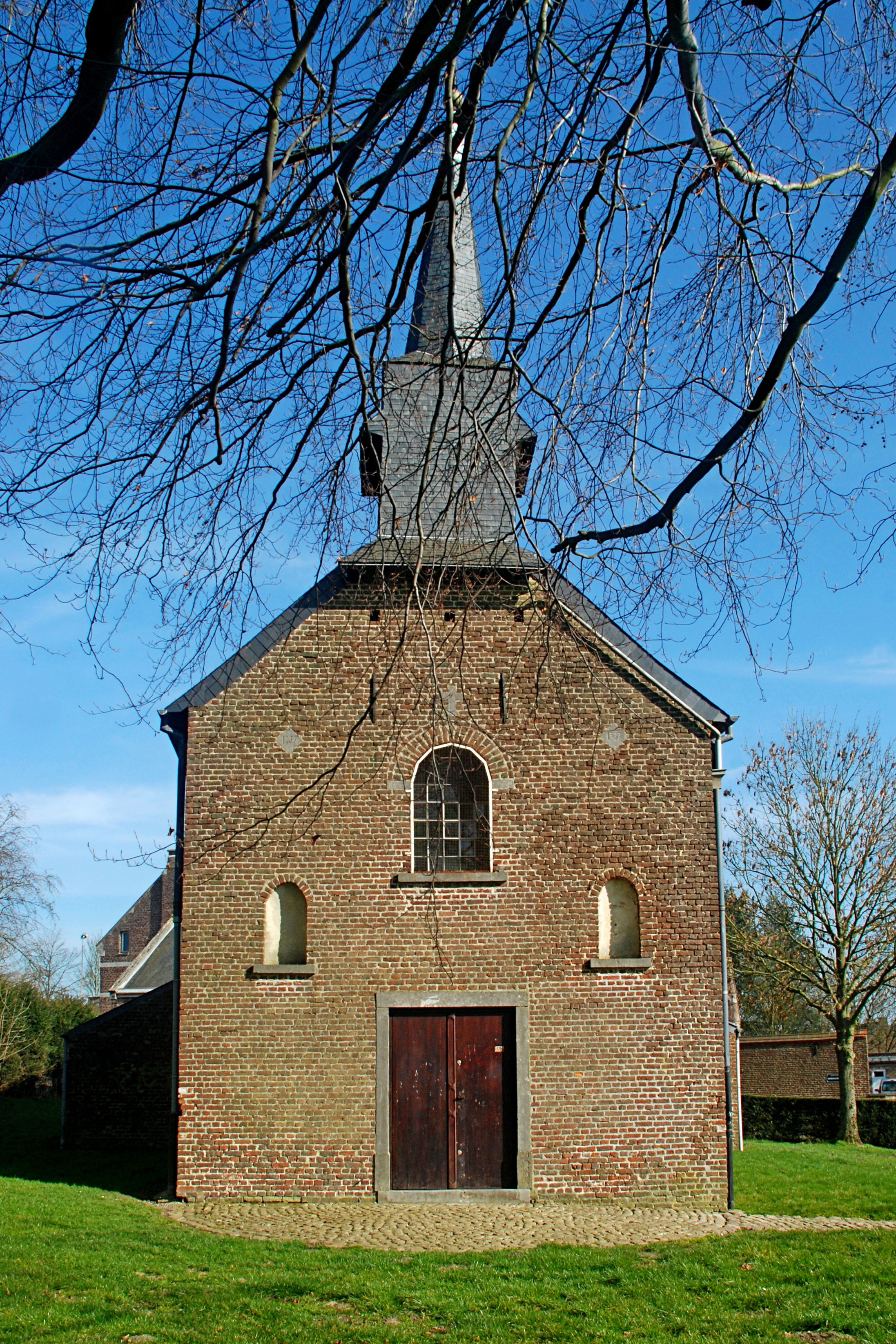
La façade occidentale.
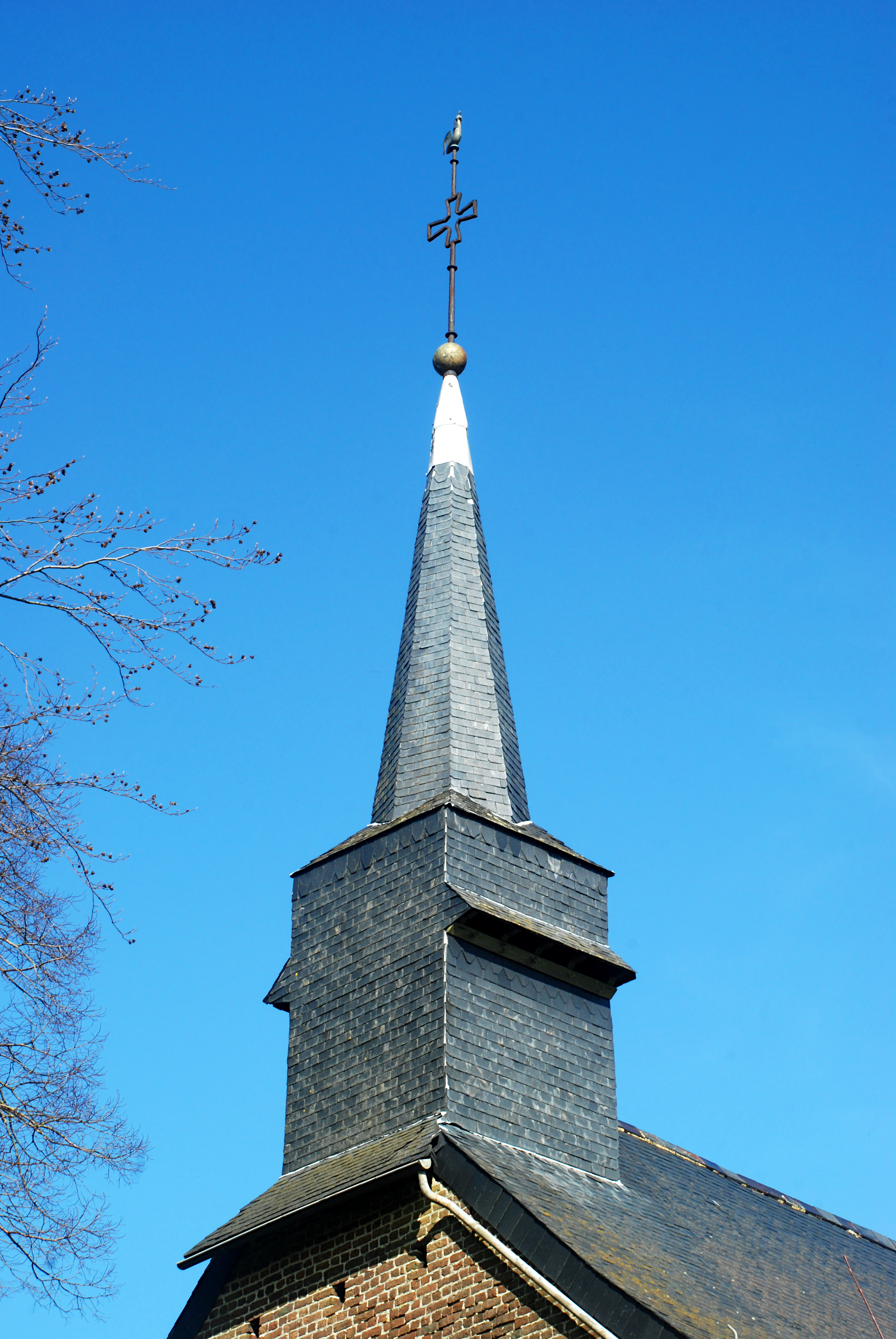
Le clocher.